# Смородина альпийская
Смородина альпийская (лат. Ribes alpinum) — вид листопадных двудомных кустарников рода Смородина семейства Крыжовниковые (Grossulariaceae).

## Ботаническое описание
Кустарник около 1,5 метров высотой, с плотно облиственёнными густыми компактно расположенными ветвями.
Листья трёхлопастные тёмно-зелёные блестящие, шириной до 4 см, сверху покрытые жёсткими железистыми щетинками. Обратная сторона листа светлая, гладкая, голая.
Цветки зеленовато-жёлтого цвета. На цветоножках имеются железистые щетинки. Соцветия состоят из 15-30 мужских цветков или 1-5 женских, образующих непоникающие кисти.
Плоды — мучнистые на вкус, розовые ягоды размером 6—8 мм. Цветение наступает в мае, идёт до июня. Плодоношение — июль, август.

## Распространение и экология
Распространены по всей Европе, встречаются на Кавказе, западной Турции и в Северной Африке в Марокко. Вид включен в ботанический атлас растений Ленинградской области.

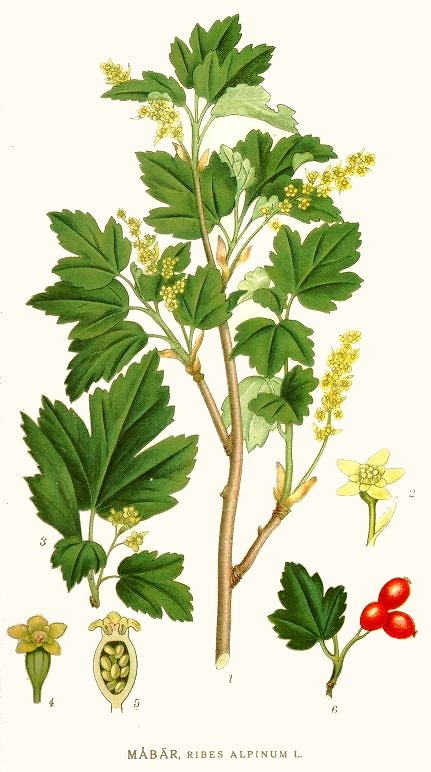

Обычные места обитания находятся по берегам рек, в светлых местах на лесных опушках и полянах, в смешанных лесах.

## Значение и применение
Ягоды содержат 648,2 мг/кг каротина и пригодны в пищу. Поедается всеми сельскохозяйственными животными.
По наблюдениям в Кабардино-Балкарии поедается западнокавказским туром (Capra caucasica).
Выращивается как декоративное растение.

## Классификация

### Таксономия
Ribes alpinum L., 1753, Sp. Pl. : 200
Вид Смородина альпийская относится к роду Смородина (Ribes) семейства Крыжовниковые (Grossulariaceae) порядка Камнеломкоцветные (Saxifragales). Таксономическая схема в соответствии с Системой APG IV по состоянию на декабрь 2023 года:
|  |                          |  |                                   |                                   |                         |  | еще 14 семейств |  |  |                                                                 |                          |
|  |                          |  |                                   |                                   |                         |  |                 |  |  |                                                                 |                          |
|  |                          |  |                                   | порядок Камнеломкоцветные         |                         |  |                 |  |  |                                                                 | вид Смородина альпийская |
|  |                          |  |                                   | порядок Камнеломкоцветные         |                         |  |                 |  |  |                                                                 | вид Смородина альпийская |
|  | клада Цветковые растения |  |                                   |                                   | семейство Крыжовниковые |  | род Смородина   |  |  |                                                                 |                          |
|  | клада Цветковые растения |  |                                   |                                   |                         |  | род Смородина   |  |  |                                                                 |                          |
|  |                          |  | ещё 63 порядка цветковых растений | ещё 63 порядка цветковых растений |                         |  |                 |  |  | еще 204 подтвержденных видов и 84 вида, ожидающих подтверждения |                          |
|  |                          |  |                                   | ещё 63 порядка цветковых растений |                         |  |                 |  |  |                                                                 |                          |

### Синонимы
- Grossularia alpestris Bubani
- Grossularia insipida Rupr.
- Liebichia alpina (L.) Opiz
- Liebichia gottsteinii Opiz
- Ribes album Gilib.
- Ribes alpinum f. aureum (Van Geert) Rehder
- Ribes alpinum f. laciniatum (G.Kirchn.) Rehder
- Ribes alpinum f. pumilum (Lindl.) Rehder
- Ribes alpinum subsp. lucidum (Kit.) Jasicová
- Ribes alpinum subsp. lucidum (Kit.) Soják
- Ribes alpinum unr. aureum Van Geert
- Ribes alpinum var. bacciferum Wallr.
- Ribes alpinum var. dioicum Gray
- Ribes alpinum var. laciniatum G.Kirchn.
- Ribes alpinum var. parvifolium Regel
- Ribes alpinum var. pilosum Regel
- Ribes alpinum var. pumilum Lindl.
- Ribes alpinum var. sterile Wallr.
- Ribes alpinum var. subglabrum Regel
- Ribes bacciferum K.Koch
- Ribes dioicum Moench
- Ribes grossulariifolium Rchb. ex K.Koch
- Ribes hladnikii Rchb. ex Nyman
- Ribes humile Dippel
- Ribes leucocladon Rchb. ex K.Koch
- Ribes lucidum Kit.
- Ribes multiflorum Willd.
- Ribes opulifolium K.Koch
- Ribes pallidigemmum Simonk.
- Ribes pilosum Rchb. ex K.Koch
- Ribes scopolii Rchb. ex K.Koch
- Ribes scopolii Hladnik
- Ribes sennenii Simonk.
- Ribes sterile K.Koch
- Ribes tortuosum K.Koch
- Ribes viridissimum Rchb. ex K.Koch